# Luis Benito Zamora
Luis Alberto Benito Zamora (Montserrat, Ciudad de Buenos Aires, 30 de abril de 1945 - Ushuaia, Tierra del Fuego, 29 de octubre de 1999) fue un periodista, escritor, productor y difusor cultural argentino de gran relevancia en Tierra del Fuego. 
Fue fundador de Punto & Coma, con el que realizó producciones gráficas, radiales y televisivas, siendo la primera producción fueguina que llegó a la televisión nacional, al ser parte de la programación de TV Quality desde el martes 7 de julio de 1998. Fue el primer periodista de esa provincia en ingresar a la Sociedad Interamericana de Prensa en 1986 y, el 30 de abril de 1999, ingresó como Miembro Correspondiente a la Academia Nacional de Periodismo.

## Carrera profesional
En 1966 comenzó su formación profesional trabajando en AM870 Radio Nacional Buenos Aires. Al año siguiente ya producía su propio radiofónico -Folklore Siglo XX- por dicha emisora, en la franja de medianoche, con el que obtuvo una nominación al Martín Fierro. Fue dado de baja por SADAIC a mediados de año. Hamlet Lima Quintana, se quejaba de este acontecimiento en la edición N.º 150 de la revista Folklore, el 11 de julio de 1967: "...tenemos que decir que es una lástima. Otra vez las causas misteriosas han determinado la finalización de una audición radial, 'Folklore Siglo XX', que había llegado a lograr óptimas condiciones de calidad. Luis A. Benito Zamora era su creador y conductor". 

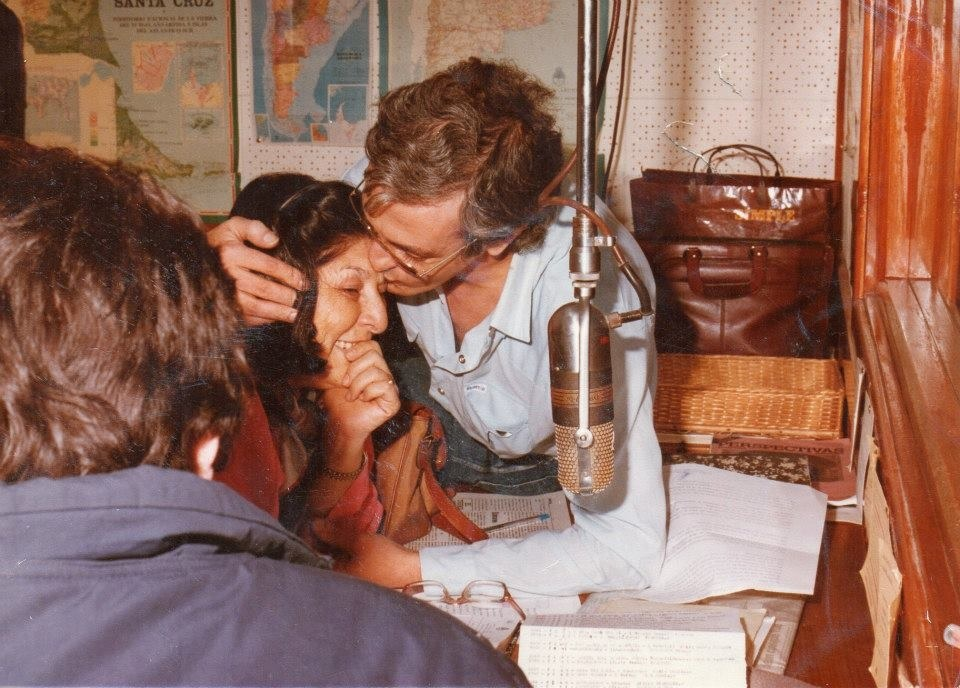
Junto a Mercedes Sosa, con quien compartió una amistad, en Radio Nacional Ushuaia. Principios de la década del '90.

En 1970, trabajó en Radio Belgrano. Luego -en el '72- en Radio Excelsior (hoy Radio La Red). En el año '74 producía y conducía una nueva edición del mencionado radiofónico Folklore Siglo XX por LS10 Radio Del Plata.
Durante esta década, pudo formarse con reconocidos profesionales como Carlos D'Agostino, Paloma Efron -Blackie-, Hugo Guerrero Marthineitz.
Paralelamente, trabajó como colaborador en las revistas Folklore, Satiricón, Chaupinela y como redactor en la revista Gente.
En 1975 produjo junto a Arturo Cavallo el ciclo Los Habitantes del Sonido, conducido por Omar Cerasuolo, que se emitía durante cinco horas, de lunes a viernes, desde la medianoche en Radio Nacional Buenos Aires. "Allí generaron un programa ómnibus que a esas horas de la madrugada podía lograr que se sentaran ante el micrófono personajes como Sergio Renán, César Luis Menotti, Alba Mujica, Bárbara Mujica, Juan Carlos Saravia o Marcelo Simón", Oscar Alem, Oscar Cardozo Ocampo, Domingo Cura, Hugo Díaz. Un programa que, en palabras de Cerasuolo, "para el momento de lo que era la radio, resultaba medio revolucionario”. El programa siguió su camino hasta la madrugada del 24 de marzo de 1976, cuando fue censurado por la dictadura militar.
Al mismo tiempo -bajo el mismo nombre de Los Habitantes del Sonido- realizó un ciclo musical por Radio Belgrano que se emitía de lunes a viernes de 17 a 18hs, junto a Cesar Mascetti, Jorge Andrés, Salvador Sammaritano, Justo Piernes y Carlos Rodari. Esta edición de Los Habitantes es destacada en el libro emblemático "Días de Radio, Historia de los Medios de Comunicación en la Argentina 1960-1995", de Carlos Ulanovsky. 
En 1976 produjo también una serie de discos de vinilo de música latinoamericana titulados igual bajo el sello Trova. Esta colección contó con la presencia de artistas de la talla de Astor Piazzolla, Andrés Chazarreta, Armando Tejada Gómez, Carlos López Puccio, Eladia Blázquez.
A Benito Zamora (Luis Benito, para los amigos) le gustaba catalogarse como "difusor cultural". Se dedicaba a escribir artículos sobre música popular y era un orejero de la guitarra. Mantuvo estrechos vínculos con distintas personalidades de la música y la cultura en general, como Mercedes Sosa, Alberto Cortez, Cuarteto Zupay, Osvaldo Bayer, Hermenegildo Sabat y Los Chalchaleros, entre otros. Ricardo Francisco ("Pancho") Figueroa, miembro de este último grupo, le puso música a una zamba que escribió para su segunda hija, María Laura, titulada "Zamba de Marzo" y fue incluida en el disco "Vivo en tu amor" de Los Chalchaleros, bajo el sello BMG en el año '81. Fue registrada el 22 de octubre del '82 en SADAIC.

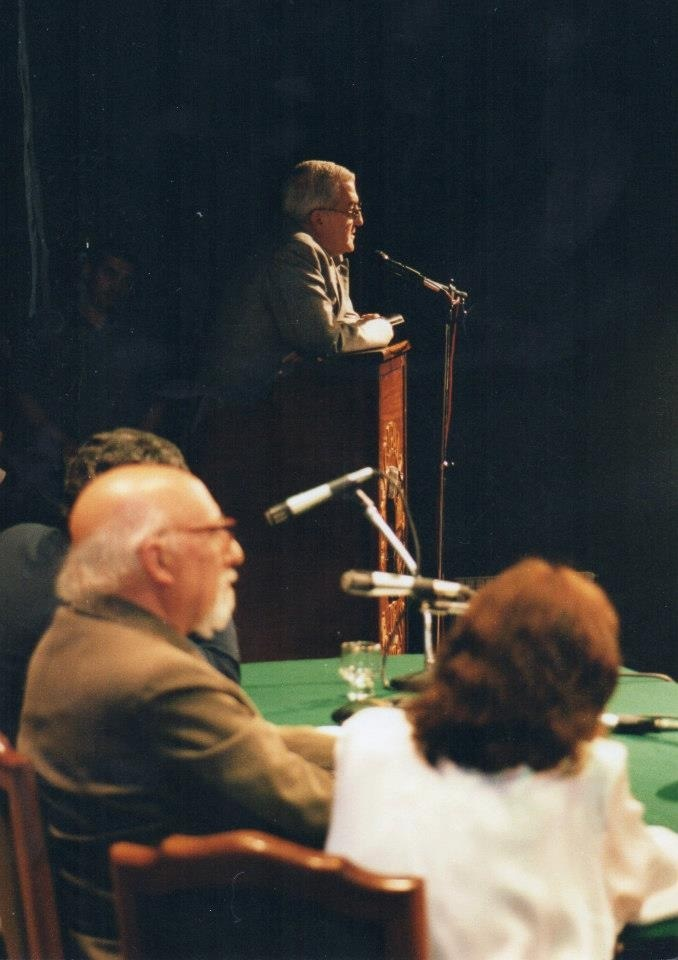
Dando su discurso con motivo de su ingreso como Miembro Correspondiente de la Academia Nacional de Periodismo. 30 de abril de 1999.

En 1982 fundó Punto & Coma, una realización periodística desplegada en múltiples formatos en Radio Nacional Ushuaia y Radio FM Del Sur (Ushuaia); en formato revista -donde se desempeñó como director, junto a Héctor Luis Pena como editor; Alberto Secco como secretario de redacción; y Marta Alicia Rivero en la gerencia administrativa- y televisivo, con el programa en LU 87 Televisión Canal 11 de Ushuaia, logrando llegar a la pantalla nacional en 1998 a través de TV Quality.
En el libro "El periodismo en Tierra del Fuego", de Arnoldo Canclini, publicado por la Academia Nacional de Periodismo en 2011, se destaca el aporte de la revista Punto & Coma y de Pueblo Chico -también de Benito Zamora- en el ámbito del periodismo de opinión, aludiendo a "los órganos periodísticos que se publican con la intención no solo de informar, sino también de reﬂexionar sobre los hechos contemporáneos".
Escribe Canclini: "Lo que aquí nos concierne son las dos revistas: Pueblo Chico y Punto & Coma, que pueden ser consideradas como polifacéticas. Sobre todo la segunda, era de cierto volumen: contenían artículos de política, historia, cultura general, páginas infantiles, etc. Comenzó a publicarse en 1982, con una nota que decía: 'Se distribuye en forma gratuita y se edita gracias a la colaboración publicitaria de quienes creen en este ejercicio de la libertad de prensa'. Estas líneas eran muy oportunas, ya que Zamora expresaba sus opiniones siempre con un dejo muy personal, que ha hecho que hasta hoy haya quienes hablan de él con admiración y quienes tengan una actitud crítica hacia él." -Y sobre su carácter, continúa- "Zamora era un hombre de trato afable, pero directo en sus expresiones, que emitía con franqueza. Su físico robusto contrastaba con su voz atiplada, de la que él mismo se burlaba. Había actuado en el periodismo en Buenos Aires, en revistas como Folklore, Satiricón y Gente. En Santa Cruz fue Director General de Radio y Televisión y Director de Información Pública de Tierra del Fuego, además de haberse desempeñado en otros cargos. Escribió varios libros, algunos de los cuales son valiosas cronologías de personas y hechos, tanto en lo nacional como en lo fueguino, por lo que resultan una invalorable fuente de información."

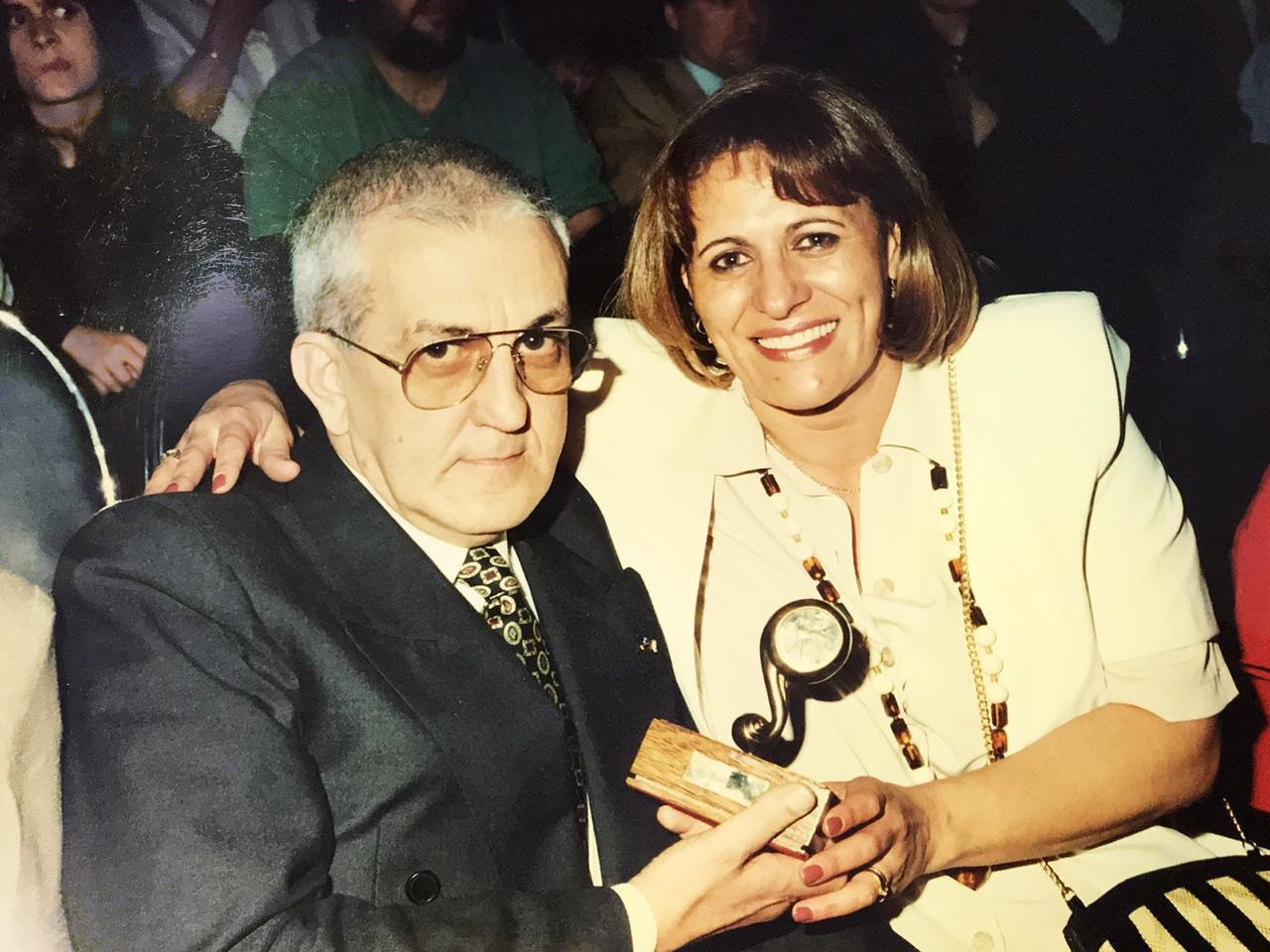
Junto a su compañera -Marta- recibiendo el premio Prensario 1994. Mejor Programa de Televisión.

Fue coautor, en 1984, del libro "Nosotros, los Jóvenes", editado por la Colección de Divulgación y Estudios de la Universidad del Salvador y autor de los libros "1982-1987, cinco años en la historia fueguina"; "1982-1992, Punto & Coma, diez años de historia" y "Espiando la Historia", editado en 1996 por la Dirección de Información Parlamentaria del Congreso de la Nación, ordenada por la Resolución del Senado N.º 1677/94 sancionada el 27 de septiembre de 1995.
Editó en 1984 el primer diario matutino que tuvo la ciudad de Ushuaia -Primera Edición- y los mensuarios En el Sur del Sur y El Árbol de la Memoria.
Bajo el mismo título, Espiando la Historia, compiló el video de 15 años de historia, en 1997, reflejando los hechos más trascendentales, de la historia nacional y fueguina, del período iniciado en 1982.

## Actividad pública
En 1979 fue designado Director de Difusión de la Provincia de Santa Cruz, cargo que ocupó hasta 1980 en que fue nombrado director general de Radio y Televisión, obteniendo, para LU14 Radio Provincia, los premios Santa Clara de Asís y Cruz de Plata Esquiú.
El 12 de abril de 1982 llegó a Tierra del Fuego -designado Director de Información Pública-; ocupó la Jefatura de Prensa de la Legislatura Territorial entre los años 1985 y 1986, y fue Subsecretario de Información Pública en dos oportunidades: 1988-1989 y 1991.
Desde el 1 de octubre de 1998, y hasta el 24 de mayo de 1999, fue Subsecretario de Relaciones Institucionales de la Municipalidad de Ushuaia, cargo que ocupó ad-honorem, dependiendo de él las direcciones de Cultura y de Prensa.

## Premios, menciones y declaraciones de interés
| Año  | Premio                | Categoría                                        | Programa          | Resultado |
| ---- | --------------------- | ------------------------------------------------ | ----------------- | --------- |
| 1970 | Martín Fierro         | Desconocida                                      | Folklore siglo XX | Nominado  |
| 1979 | Santa Clara de Asís   | LU14 Radio Provincia                             |                   | Ganador   |
| 1979 | Cruz de Plata Esquiú  | LU14 Radio Provincia                             |                   | Ganador   |
| 1991 | Ona "La Voz Fueguina" | Mejor Programa de radio                          | Punto & Coma      | Ganador   |
| 1991 | Ona "La Voz Fueguina" | Programa de televisión                           | Punto & Coma      | Mención   |
| 1993 | Ona "La Voz Fueguina" | Mejor Programa de Televisión                     | Punto & Coma      | Ganador   |
| 1993 | Prensario             | Mejor Programa de Televisión                     | Punto & Coma      | Ganador   |
| 1993 | Broadcasting          | Mejor Programa de Televisión                     | Punto & Coma      | Ganador   |
| 1994 | Prensario             | Mejor Programa de Televisión                     | Punto & Coma      | Nominado  |
| 1994 | Estrella de Plata     | Por la labor hacia las personas con discapacidad | Trayectoria       | Ganador   |
| 1994 | Prensario             | Mejor Programa de Televisión                     | Punto & Coma      | Nominado  |
| 1995 | Broadcasting          | Investigación Periodística en Televisión         | Punto & Coma      | Ganador   |
| 1996 | Santa Clara de Asís   | Mejor Programa de Televisión                     | Punto & Coma      | Ganador   |

- Declarado de Interés Provincial - Resolución de la Legislatura de Tierra del Fuego, N.º 177/93.

- Declarado de Interés Nacional - Resolución de la Secretaría de Cultura de la Nación N.º 106/94.
- Declarado de Interés Municipal - Decreto del intendente de Río Grande, N.º 727/94.
- Declarado de Interés Municipal - Concejo Deliberante de Ushuaia, 1996.
- Ciudadano destacado - Municipalidad de Río Grande 1998